# 上座
上座，又稱上首、首席，是一种東方礼仪的方位，顺序，讓地位高的人所處的位置。与之相对应的是下首。也作為地位較高的人的代稱。
在佛教中，年資較高的出家眾，也稱上座。

## 東亞

### 中國、朝鮮、越南
在餐宴上，一般坐北面南为尊、是餐桌的上首；坐东面西次之；坐西面东再次之；坐南面北便是下首了。 排座时，主宾在上首，主人在下首。
在傳統院居中，北房为正，东西为厢。正房的左手，也就是北屋的东侧是为上首，西边则为下首。

### 日本
在和室中，以凹間為上首。

## 西方
以離門口最近的座位為上首。

## 交通工具

### 汽車
一般小轿车以司機位斜後方的後座為上首，其次是司机位正後方座位，然后是副驾驶位置，再其次是後座的中間座位。

### 列車與飛機
以窗口位為上首，其次為通道旁座位。而列車又以順著行車方向的窗口位為最上首。